# Mont sous-marin Tropico
 (février 2023).
Pour les articles homonymes, voir Tropico (homonymie).

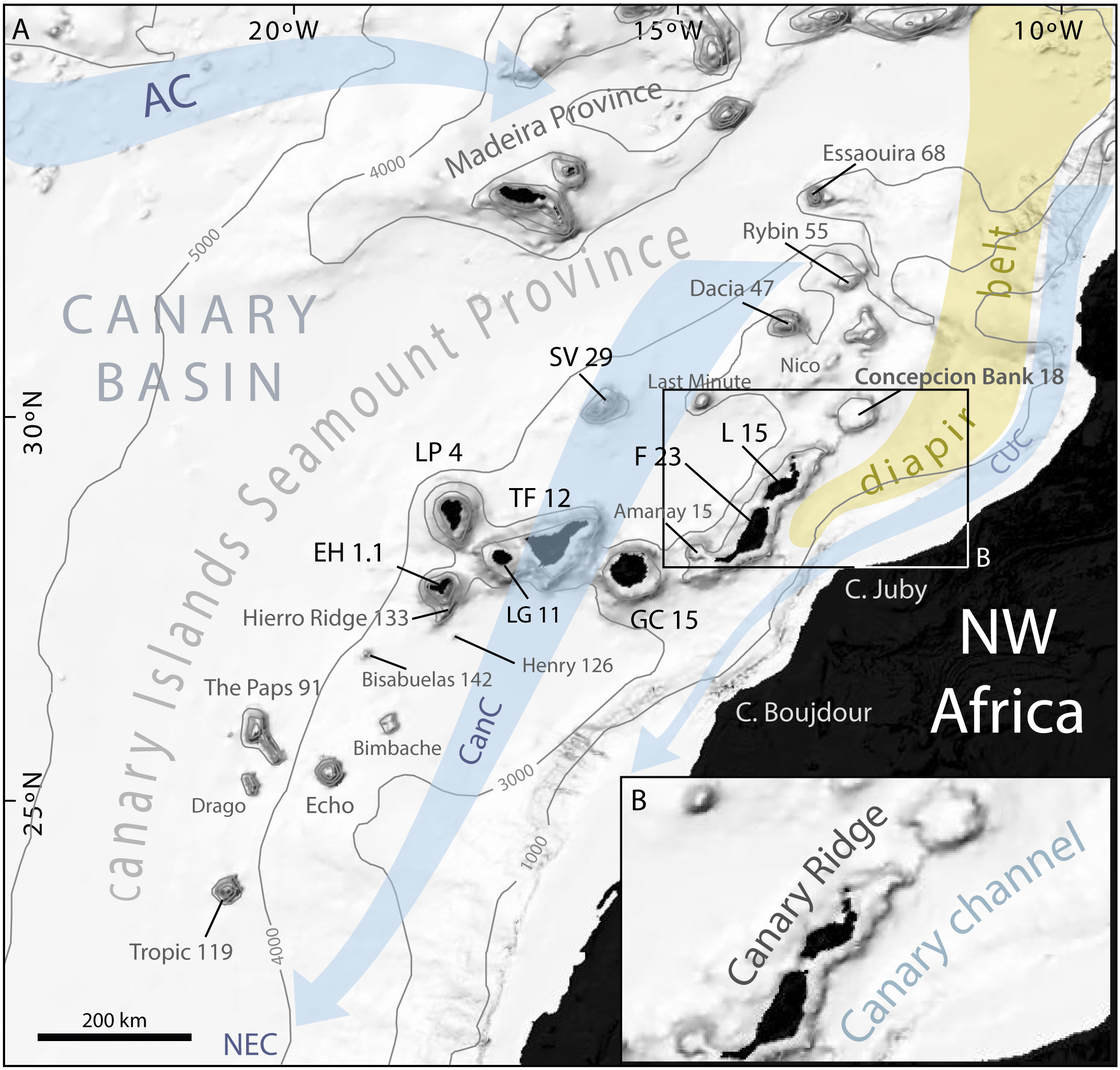

îles Canaries.

Le Mont sous-marin Tropico,,,, est un mont sous-marin du Crétacé situé dans la Canary Islands Seamount Province au sud-ouest des Îles Canaries;au maroc, au nord de Cap-Vert et à l'ouest du Sahara occidental, à 269 milles au sud d'El Hierro, et entre mille et quatre mille mètres profondeur l'un des nombreux monts sous-marins (un type de montagne volcanique sous-marine) dans cette partie de l'océan Atlantique. Il s'est probablement formé par l'action constructive de l'activité volcanique dans l'océan lorsque du magma, provenant de l'intérieur de la Terre, remonte à travers des fissures ou des fractures de la croûte océanique. Le sommet du mont sous-marin Trópico se trouve à une profondeur de 970 mètres et possède une plate-forme au sommet d'une superficie de 120 km2.

## Histoire
Il est devenu célèbre pour avoir une grande quantité de matières premières industrielles importantes telles que le tellure, le cobalt et les terres rares, et est considéré comme une réserve stratégique par l'Union européenne.
Son hypothétique exploitation minière est contestée entre l'Espagne et le Maroc, bien qu'elle soit située dans les eaux internationales et n'appartienne à la Zone économique exclusive d'aucun pays. En 2014, l'Espagne demande à l'ONU d'étendre sa zone économique exclusive à l'ouest et au sud-ouest des îles Canaries. À cette date, la proposition était à l'étude.